# 迈克·布朗 (游泳运动员)
迈克·布朗（英語：Mike Brown，1984年5月5日—），加拿大男子游泳运动员。他曾代表加拿大参加2002年和2006年英联邦运动会游泳比赛，获得一枚金牌和一枚铜牌。他也曾参加2004年和2008年夏季奥运会。